# Prinavin Nelson
Prinavin Nelson (Scottburgh, 11 juli 1987) is een Zuid-Afrikaans golfprofessional die actief is op de Sunshine Tour.

## Loopbaan
Voordat Nelson in 2008 een golfprofessional werd, was hij een goede golfamateur maar won geen golftoernooien.
In oktober 2009 won Nelson op de Sunshine Tour zijn eerste profzege door de SAA Pro-Am Invitational te winnen.

## Prestaties

### Professional
Sunshine Tour
| Nr. | Datum          | Toernooi                | Score        | Score | Info  |
| --- | -------------- | ----------------------- | ------------ | ----- | ----- |
| 1   | 3 oktober 2009 | SAA Pro-Am Invitational | 68+69+68=205 | –11   | [ 1 ] |